# Heinz C. Hoppe
Heinz C. Hoppe (* 16. Februar 1917 in Groß Schatten (heute Szaty Wielkie), Kreis Rastenburg (heute Powiat Kętrzyński); † 12. Juni 1994) war ein deutscher Industriemanager. Er war bei der Daimler-Benz AG als Vorstandsmitglied für den Auslandsvertrieb zuständig.

## Leben und Wirken
Heinz C. Hoppe stammte aus einer der wenigen katholischen Familien in Ostpreußen außerhalb des Ermlandes. Er wurde 1917 als jüngstes von sechs Kindern eines Gutsverwalters und Rentmeisters im ostpreußischen Groß Schatten geboren. Sein Abitur legte er 1935 in Rastenburg ab. Da Hoppe die Offizierslaufbahn anstrebte, leistete er ab Oktober 1935 den inzwischen vorgeschriebenen einjährigen Arbeitsdienst, nun Reichsarbeitsdienst genannt, in Allenburg an der Aller ab, wobei er unter anderem im Rastenburger Wehrmeldeamt eingesetzt wurde. 1936 trat er in die im Aufbau befindliche Wehrmacht ein. 1939 gehörte er zu einem Artillerieregiment, das Polen überfiel. Daraufhin wurde er mit dem Eisernen Kreuz II. Klasse ausgezeichnet, dem später noch das Eiserne Kreuz I. Klasse folgte. Nach Kampfhandlungen im Westen war er schließlich auch am Russlandfeldzug beteiligt, in dem er 1941 schwer verletzt wurde, wodurch er aus dem geschichtsträchtigen Leningrader Kriegsgebiet herauskam. Nach diversen weiteren Kriegseinsätzen und einer Generalstabsausbildung zum Major befördert, geriet er bei der deutschen Kapitulation in amerikanische Gefangenschaft, die jedoch aufgrund des Nachweises seiner Verwundung nur von ausgesprochen kurzer Dauer war.
Im Januar 1946 fing Hoppe bei der Firma Carl Freudenberg in Weinheim an der Bergstraße an, die an mehreren Standorten vor allem Gummi- und Kunststoffprodukte für technische Geräte (z. B. Dichtungen) und das tägliche Leben (z. B. Schuhsohlen) herstellte. Ende 1947 wurde ihm die Leitung eines Werkes übertragen. Er unternahm daher eine längere Informationsreise in die USA zu den Produzenten von Kautschukerzeugnissen und führte daraufhin im heimischen Werk Anlagenerweiterungen und Produktions-Modifizierungen ein, die sich für das Unternehmen auszahlten. Bei einem zweiten USA-Besuch keimte der Gedanke auf, sich dort privat niederzulassen.
Im Oktober 1954 wechselte er zum Automobilkonzern Daimler-Benz, dessen Führungsriege jemanden mit USA-Erfahrung suchte. Er wurde als „Werksbeauftragter“ an die Ostküste der USA zwecks Auslotung und Vorbereitung einer Markteinführung entsandt. Die neue Daimler-Benz-Tochterfirma, die 1955 ihr Geschäft aufnahm, wurde Daimler-Benz of North America (DBNA) genannt. Als deren Vizepräsident leistete er Aufbauarbeit bei der Vertriebsorganisation mit Hilfe erfahrener US-Firmen und der Bindung von ortsansässigem technischem Support an die deutsche Firma, besonders aber bei der Zusammenstellung des internen Mitarbeiterstabes. Die Fahrzeugproduktion fand weiterhin in Stuttgart statt.
Bald konnte sich der DBNA-Präsident auf die Geschicke von Hoppe verlassen, sodass dieser „geschäftsführender Vizepräsident“ wurde. 1963 wurde Hoppe zum „Head of Industrial Division“ für Rohstoff- und Güterverteilung im Kriegsfall bei der NATO ernannt. Anlässlich des 1965 in die eigenen Hände übergehenden Vertriebs wurde die Tochterfirma Mercedes-Benz of North America (MBNA) gegründet. Hoppe fungierte fortan auch als „Executive Vice President and Chief Resident Officer Mercedes-Benz of North America“.
1968 stieg er zum Präsidenten der drei amerikanischen Tochtergesellschaften DBNA, MBNA und MBC (Mercedes-Benz Canada) auf. Im November 1970 erfolgte die Berufung in den Vorstand der Daimler-Benz AG. Sein Verantwortungsbereich war das Exportressort. Dieses umfasste mit Kundendienst und Ersatzteilwesen etwa 3000 Mitarbeiter. Nach dem in Übersee erfolgreichen Prinzip gründete Hoppe in vielen Ländern mit dem Vertrieb betraute Tochterfirmen.
Mit der UdSSR-Führung schloss Hoppe Verträge über Fahrzeuglieferungen und -betreuungen zu den Olympischen Sommerspielen 1980 sowie unter anderem gepanzerte Dienstfahrzeuge und die Erprobung zweier Gelenkbusse auf Moskaus Straßen ab. Trotz des Olympiaboykotts der BRD zogen beide Seiten eine positive Bilanz und unterhielten weiterhin Geschäftsbeziehungen, die letztlich ein positives Signal für den künftigen Ostblock-Handel aussendeten. In seiner Autobiografie Ein Stern für die Welt schilderte Hoppe Begebenheiten aus der ganzen Welt, zum Beispiel wie im Irak eine angelieferte Lkw-Flotte in der Wüste versandete, dass der Iran nach der islamisch-fundamentalistischen Revolution einzig und allein an Daimler-Benz als Fahrzeuglieferant festhielt oder dass er mit Ägyptens gut Deutsch sprechendem Präsidenten Anwar as-Sadat freundschaftlich verbunden war, obwohl dessen armes Land höchstens für das Militär Fahrzeuge bestellen konnte.
Nach der Zusammenlegung mit dem Inlandsvertrieb im Januar 1977 war Hoppe die oberste Instanz des gesamten Vertriebs. Dies blieb er bis zu seiner Pensionierung im Herbst 1982. So konnte er 1981 noch selbst erleben, wie sein 1976 erstmals vorgebrachter Vorschlag, einen für Mercedes-Verhältnisse kleinen, kompakten Wagen anzubieten, mit dem Modell „190“ in die Tat umgesetzt wurde und dies in späteren Rezessions-Jahren dem Absatzeinbruch entgegenwirkte.
Parallel zu seinem aktiven Berufsleben bekleidete er verschiedene Ehrenämter; so war er beispielsweise Vorsitzender des Baden-Württembergischen Kuratoriums des Donaueuropäischen Instituts (Organisation für Internationale Wirtschaftsbeziehungen). Nach seiner Pensionierung hatte er diverse Aufsichtsratsposten inne und war Mitglied mehrerer Organisationen. Seine Dankbarkeit gegenüber der Firma Freudenberg, die am Anfang seines erfolgreichen Berufslebens stand, drückte er dadurch aus, dass er von 1982 bis 1989 den Vorsitz im Gesellschafterausschuss von Freudenberg übernahm.
Nach dem frühen Tod seiner Frau hat Hoppe ein zweites Mal geheiratet und drei Töchter und einen Sohn bekommen. Er starb am 12. Juni 1994.

## Auszeichnungen
- nach 1939: Eisernes Kreuz I. Klasse
- 1974: Human Relations Award des American Jewish Committee
- 1976: Ehrensenator der Wirtschaftsuniversität Wien
- 1977: Großes Bundesverdienstkreuz
- um 1978: Großes Goldenes Ehrenzeichen für Verdienste um die Republik Österreich

## Veröffentlichungen
- Ein Stern für die Welt. Vom einfachen Leben in Ostpreußen zum Vorstand bei Daimler-Benz. Einführung von Edzard Reuter. Südwest-Verlag, München 1991, ISBN 3-517-01246-7.